# Герб Тамбова
Герб городского округа «Город Тамбов» Тамбовской области Российской Федерации.
Герб Тамбова утверждён решением Тамбовской городской Думы от 30 июля 2008 года № 711, с поправками — решением от 29 октября 2008 года № 763
Герб внесён в Государственный геральдический регистр Российской Федерации с присвоением регистрационного номера № 4233.

## Описание и обоснование символики
Геральдическое описание герба (блазон) гласит:
В лазоревом (синем, голубом) поле с зелёной оконечностью поверх всего золотой улей, сопровождаемый во главе тремя золотыми пчёлами, положенными веерообразно.
Герб города Тамбова — старинный символ города, впервые Высочайше утверждённый Императрицей Анной Иоанновной в 1730 году, подтверждённый Императрицей Екатериной II в 1781 году и восстановленный в использовании решением Тамбовской городской Думы в 1996 году. Улей и пчёлы напоминают о богатстве города Тамбова, трудолюбии, согласии и добрососедстве его жителей.
Тамбов был основан по указу Михаила Романова в 1636 году. Стольником Романом Бобарыкиным и его служилыми людьми на левом берегу реки Цны близ переправы, на старинной Ордабазарной дороге, связывавшей Москву с Нижним Поволжьем, была заложена крепость. Новая крепость соединила между собой две большие оборонительные линии на южных рубежах Российского государства. Несмотря на то, что стены Тамбова были многократно осаждаемы татарскими и ногайскими ордами, его ни разу не удалось захватить. Свыше 100 лет крепость Тамбов выполняла своё военное назначение, надёжно защитив всю округу.
Но не только своей воинской доблестью прославил себя город. Улей и пчёлы отразили один из процветающих местных промыслов того времени: тамбовская земля в те времена славилась своими бортническими угодьями. Качества местного мёда были широко известны всей России. Луговое разнотравье и липовые леса стали залогом особого вкуса и целебных сил тамбовского мёда, ценившегося всегда очень высоко.
Выбор улья и пчёл в качестве герба стало аллегорией развития экономики: Пчела — традиционный символ трудолюбия, бережливости и порядка, усердия, плодородия и изобилия. С середины XVIII столетия Тамбов — торгово-экономический центр большого земледельческого района. А строительство Рязано-Уральской железной дороги в 1869 году дало хороший импульс развитию города, оживлению торговли и появлению металлообрабатывающих предприятий.
Развитие города никогда не останавливалось. К концу XX столетия Тамбов стал крупным промышленным центром с развитыми отраслями химического машиностроения и электротехнических производств. Трудовой подвиг Тамбовчан в годы Великой Отечественной войны отмечен орденом: 25 апреля 1986 года Указом Президиума Верховного Совета СССР город Тамбов был награждён Орденом Трудового Красного Знамени.

## История

### Исторический символ

Герб для знамён Тамбовского драгунского полка (1730 год)

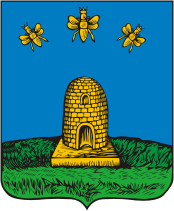
Герб Тамбова (1871 год)

Герб города Тамбова — один из старейших гербов в России. В описании, Высочайше утверждённом 16 августа 1781 года сказано: 
На лазуревомъ поле улей и надъ нимъ три золотыя пчелы, земля зеленая. (Старый гербъ).
Впервые герб был утверждён как эмблема для знамён тамбовских драгунских полков, войдя в состав знаменного гербовника в 1729—30 годах. Основой для герба Тамбова стала эмблема из популярной в начале XVIII столетия книги «Символы и емблемата». Улей с пчёлами и поясняющий его девиз: 
Ото всех затворено есть
 очень точно отразили историю появления и развития города.

### Советское время
В советское время исторический герб Тамбова не имел официального статуса, однако в апреле 1986 года Почта СССР выпустила почтовую марку, посвящённую 350-летию города Тамбова, на которой был изображён исторический герб города.

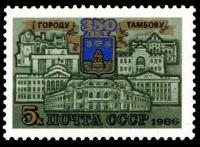
Герб Тамбова на почтовой марке (1986 год)

### Современность
6 февраля 2002 года исторический герб Тамбова был восстановлен. Согласно Положению «О гербе города Тамбова» 2002 года герб имел следующее описание: «герб представляет собой форму геральдического щита с изображением улья и пчёл. Пчелы на гербе располагаются по дуге окружности над ульем. Земля изображена прямой линией на 1/4 высоты щита снизу. Силуэты улья, пчёл и контур щита — золотистого цвета, земля зелёная, расположены на фоне голубого цвета».
В 2005 году на основании заключения Геральдического совета при Президенте Российской Федерации Решением Тамбовской городской Думы от 16 февраля 2005 года № 655 в описание герба Тамбова были внесены изменения и оно было изложено следующим образом:
«Герб города Тамбова представляет собой улей и пчёл в геральдическом щите. Геральдическое описание герба города Тамбова гласит: в лазоревом поле на зелёной оконечности — золотой улей под веерообразно взлетающими пчёлами того же металла».
22 февраля 2006 года Решением Тамбовской городской Думы было утверждено новое «Положение о гербе г. Тамбова», содержащее такое описание герба:
«Герб города Тамбова является официальным символом города Тамбова, представляет собой улей и пчёл в геральдическом щите. Герб города в геральдическом описании — лазоревое поле, на зелёной оконечности — золотой улей под веерообразно взлетающими пчёлами того же металла».
30 июля 2008 года Тамбовская городская Дума приняла новое решение «О гербе города Тамбова» (№ 711), которым был утверждён герб города Тамбова «в многоцветном изображении, в одноцветном изображении», а также новая редакция Положения о гербе города Тамбова.
Решением Тамбовской городской Думы от 29 октября 2008 года № 763 "О внесении изменения в решение Тамбовской городской Думы от 30.07.2008 № 711 «О гербе города Тамбова» в текст закона внесены изменения: слова «на зелёной оконечности» в описании ныне действующего герба заменены словами «с зелёной оконечностью поверх всего».
Исторический герб Тамбова был реконструирован при содействии Союза геральдистов России.
Авторы реконструкции герба: идея — администрация города Тамбова; консультация — Константин Мочёнов (Химки); художник и компьютерный дизайн — Оксана Афанасьева (Москва); обоснование символики — Кирилл Переходенко (Конаково).